# حسینیه حاج کریمی
حسینیه حاج کریمی مربوط به دوره پهلوی است و در قوچان، خیابان امام خمینی واقع شده و این اثر در تاریخ ۲۴ فروردین ۱۳۸۲ با شمارهٔ ثبت ۸۲۵۷ به‌عنوان یکی از آثار ملی ایران به ثبت رسیده است.